# Jaf... la turnul mare
Jaf... la turnul mare (titlu original: Tower Heist) este un film american de comedie din 2011 regizat de Brett Ratner. Este scris de Ted Griffin și Jeff Nathanson și bazat pe o poveste de Bill Collage, Adam Cooper și Griffin. Rolurile principale au fost interpretate de actorii Ben Stiller, Eddie Murphy, Casey Affleck, Alan Alda, Matthew Broderick, Judd Hirsch, Téa Leoni, Michael Peña și Gabourey Sidibe.

## Distribuție
- Ben Stiller - Josh Kovacs
- Eddie Murphy - Slide
- Matthew Broderick - Chase Fitzhugh
- Casey Affleck - Charlie Gibbs
- Michael Peña - Enrique Dev'Reaux
- Téa Leoni - Agent Gertie Denham
- Gabourey Sidibe - Odessa Montero
- Alan Alda - Arthur Shaw
- Stephen McKinley Henderson - Lester
- Judd Hirsch - Mr. Simon
- Nina Arianda - Miss Iovenko
- Željko Ivanek - Director Mazin
- Marcia Jean Kurtz - Rose
- James Colby - agent special Huggins
- Jessica Szohr - Sasha Gibbs
- Kate Upton - Camerista